# Cliff Jones (Fußballspieler, 1935)
Clifford William Jones (* 7. Februar 1935 in Swansea) ist ein vormaliger walisischer Fußballspieler. Seine erfolgreichste Zeit erlebte der Flügelspieler im englischen Fußball bei Tottenham Hotspur. Während dieser Zeit spielte er auch in der walisischen Nationalmannschaft, mit der er an der Weltmeisterschaft 1958 teilnahm. 

## Sportlicher Werdegang
Als Sohn des walisischen Internationalen Ivor Jones, dessen Brüder Shoni, Emlyn, Bryn und Bert Jones ebenfalls als Fußballprofis aktiv waren und teilweise zu Länderspielehren kamen, in Swansea geboren und aufgewachsen, begann er seine Profikarriere beim örtlichen Klub Swansea Town. In der vom vormaligen irischen Nationalspieler Billy McCandless betreuten Mannschaft eroberte er sich bereits im Alter von 17 Jahren einen Stammplatz und wurde bereits in seinem Debütjahr 1952 erstmals in die walisische Nationalelf berufen. Bis 1958 spielte er für den Klub, der im englischen Profifußball antritt, in der Football League Second Division.
1958 nahm Jones an der WM-Endrunde in Schweden teil, bei der er an der Seite von Ivor Allchurch, Colin Webster, Dave Bowen und seinem Cousin, dem Ersatztorhüter Ken Jones, im Kader stand. In allen drei Vorrundenpartien und dem anschließenden, mit einem 2:1-Erfolg gewonnenen Entscheidungsspiel um den zweiten Tabellenplatz gegen Ungarn auf dem Platz, erreichte er mit der Auswahl das Viertelfinale. Dort erneut im Einsatz schied er mit der Mannschaft nach einer 0:1-Niederlage durch ein Tor von Pelé gegen den späteren Titelträger Brasilien aus.
Im selben Jahr verpflichtete Bill Nicholson, der gerade den Trainerposten bei Tottenham Hotspur von Jimmy Anderson übernommen hatte, Jones für den Klub. Nachdem er von einem anfänglich erlittenen Beinbruch genesen war, gestaltete er an der Seite von Spielern wie Danny Blanchflower, John White, Dave Mackay, Jimmy Greaves und Terry Medwin in den folgenden zehn Jahren eine der erfolgreichsten Zeiten des Londoner Klubs mit. In der Spielzeit 1960/61 dominierte die Mannschaft den englischen Fußball. Mit elf Siegen in Serie in die Meisterschaft gestartet behauptete sie die Tabellenführung und hatte beim zweiten Gewinn der Meisterschaft in der Vereinsgeschichte am Ende der Saison acht Punkte Vorsprung auf Vizemeister Sheffield Wednesday. Auch im FA Cup zog Jones mit dem Klub ins Endspiel ein, wobei er mit fünf Toren im Verlauf des Wettbewerbs entscheidend dazu beitrug, und holte nach Toren von Bobby Smith und Terry Dyson mit einem 2:0-Erfolg gegen Leicester City das Double. Tabellendritter in der folgenden Spielzeit wiederholte er durch einen 3:1-Erfolg gegen den FC Burnley den Pokaltriumph, dieses Mal hatte er vier Tore im Wettbewerb erzielt. Auch im Europapokal der Pokalsieger 1962/63 war der Klub erfolgreich und traf im Endspiel auf den spanischen Titelverteidiger Atlético Madrid. Im Rotterdamer De Kuip gelang mit einem 5:1-Erfolg der erste Europapokaltriumph einer englischen Mannschaft in diesem Wettbewerb. 
Nach den Erfolgen zerbrach die Mannschaft zunächst, durch Neuverpflichtungen wie Cyril Knowles, Terry Venables, Alan Mullery und Joe Kinnear erreichte Jones mit den Spurs jedoch 1967 erneut das Pokalfinale. Beim 2:1-Sieg über den FC Chelsea saß er als Auswechselspieler jedoch nur auf der Ersatzbank. Im folgenden Jahr nahm er ein Angebot des Londoner Lokalrivalen FC Fulham wahr. Dort stand er zwei Jahre unter Vertrag, ehe er seine Karriere im Non-League football ausklingen ließ.